# Jürgen Klinsmann
Jürgen Klinsmann (ur. 30 lipca 1964 w Göppingen) – niemiecki trener piłkarski i piłkarz. Był jednym z najskuteczniejszych napastników Starego Kontynentu w latach 90., dwukrotnie zdobył Puchar UEFA oraz – z drużyną narodową – mistrzostwo świata i Europy. Od 26 lipca 2004 do 12 lipca 2006 roku był selekcjonerem reprezentacji Niemiec, którą doprowadził do trzeciego miejsca na Mundialu 2006. Od 29 lipca 2011 do 21 listopada 2016 był trenerem reprezentacji USA w piłce nożnej. Od listopada 2019 do lutego 2020 był trenerem niemieckiego klubu Hertha BSC.

## Kariera piłkarska
Wychował się w rodzinie piekarzy w Göppingen w Szwabii.
Zaczynał karierę w małym klubie w Giengen, gdzie oprócz futbolu uprawiał także gimnastykę i siatkówkę. Wkrótce rodzina Klinsmannów przeprowadziła się do Stuttgartu. W wieku 17 lat Jürgen podpisał pierwszy zawodowy kontrakt ze Stuttgarter Kickers, a trzy lata później otrzymał powołanie do młodzieżowej drużyny narodowej RFN.
12 grudnia 1987 zadebiutował w dorosłej drużynie narodowej w meczu z Brazylią. Kilka miesięcy później miał już na swoim koncie brązowe medale mistrzostw Europy i Igrzysk Olimpijskich. Pod koniec 1988 r. został wybrany na najlepszego piłkarza w RFN. Po przegranym z SSC Napoli finale Pucharu UEFA w maju 1989 r. za 2 miliony dolarów przeszedł do Interu Mediolan.
W Mediolanie grał trzy lata i właśnie w tym czasie odniósł największe sukcesy w swojej karierze. W 1990 r. reprezentacja prowadzona przez Franza Beckenbauera zdobyła mistrzostwo świata, a Klinsmann tworzył wraz z Rudim Völlerem podstawowy duet napastników. W czasie włoskiego Mundialu zdobył trzy gole, w tym jednego w spotkaniu z Holandią, który zadecydował o awansie do ćwierćfinału. W 1991 r. w barwach Interu świętował zwycięstwo w Pucharze UEFA, a rok później został wicemistrzem Europy z drużyną narodową, która w finale Euro 1992 uległa Danii.
Po tym turnieju występował w AS Monaco, gdzie zarabiał 1,7 miliona dolarów rocznie. W 1994 r. przeniósł się do Tottenhamu Hotspur. Przed przyjściem do Anglii miał pseudonim Nurek, od częstego wymuszania rzutów karnych. W Londynie odzyskał formę (w ciągu jednego sezonu zdobył 29 goli) i pod koniec rozgrywek 1994–1995 uznany został za najlepszego zawodnika ligi.
Latem 1995 podjął decyzję o powrocie do Niemiec, do Bayernu Monachium. W swoim pierwszym sezonie w barwach monachijskiego klubu strzelił w Pucharze UEFA 15 bramek. Zespół zdobył to trofeum, a w kolejnym sezonie wywalczył mistrzostwo kraju.
Z drużyną narodową brał udział w Mistrzostwach Świata 1994 i 1998, jednak z obu turniejów reprezentacja odpadała w ćwierćfinale. W 1996 r. Niemcy triumfowali w mistrzostwach Europy, a Klinsmann, mimo iż nie grał w dwóch pierwszych meczach (w pierwszym pauzował za kartki z eliminacji, w drugim z powodu kontuzji), strzelił podczas Euro trzy gole i przyczynił się do zdobycia złotego medalu.
W maju 1997 zdecydował się opuścić Bayern. Wybrał Sampdorię, ale szybko odszedł po konflikcie z trenerem Vujadinem Boškovem. Przez krótki czas grał ponownie w Tottenhamie, a po Mundialu 1998 zakończył piłkarską karierę i wyjechał na stałe do Stanów Zjednoczonych.
- 1970–1974 –  TB Giengen
- 1974–1978 –  SC Geislingen
- 1978–1984 –  Stuttgarter Kickers
- 1984–1989 –  VfB Stuttgart
- 1989–1992 –  Inter Mediolan
- 1992–1994 –  AS Monaco
- 1994–1995 –  Tottenham Hotspur F.C.
- 1995–1997 –  Bayern Monachium
- 1997–1997 –  UC Sampdoria
- 1998–1998 –  Tottenham Hotspur F.C.
- 2002–2003 –  Orange County Blue Star (pod nazwiskiem Jay Goppingen)

## Sukcesy piłkarskie
- finał Pucharu UEFA 1989 z VfB Stuttgart
- Puchar UEFA 1991 z Interem Mediolan
- mistrzostwo Niemiec 1997, Puchar Ligi 1997 oraz Puchar UEFA 1996 z Bayernem Monachium
- brązowy medal Igrzysk Olimpijskich 1988 z olimpijską reprezentacją RFN
- W 1988 roku został królem strzelców Bundesligi.
- Piłkarz roku 1988 i 1994 w Niemczech
- Piłkarz roku 1995 w Anglii

W reprezentacji Niemiec od 1987 do 1998 roku rozegrał 108 meczów i strzelił 47 goli – mistrzostwo świata 1990, mistrzostwo Europy 1996, wicemistrzostwo Europy 1992, brązowy medal mistrzostw Europy 1988 oraz starty na Mundialach 1994 (ćwierćfinał) i 1998 (ćwierćfinał).
W Bundeslidze rozegrał 221 meczów i strzelił 120 goli. W Serie A rozegrał 103 mecze i strzelił 36 goli. W Ligue 1 rozegrał 65 meczów i strzelił 29 goli. W Premiership rozegrał 56 meczów i strzelił 29 goli.

## Kariera szkoleniowa
26 lipca 2004, bez żadnego wcześniejszego doświadczenia w pracy szkoleniowej, został powołany na stanowisko selekcjonera reprezentacji Niemiec.
Do kadry wprowadził większą dyscyplinę i znacznie ją odmłodził. W obronie grali najczęściej zawodnicy, którzy niedawno przekroczyli dwudziesty rok życia, jak Philipp Lahm czy Per Mertesacker. Liderem drugiej linii ciągle był doświadczony kapitan Michael Ballack, ale tuż obok niego występował 22-letni Bastian Schweinsteiger. W ataku pewne miejsce miał ktoś z kwartetu Kevin Kurányi (24 lata, zabrakło go w kadrze na Mundial), Lukas Podolski (21), Miroslav Klose (28) i Mike Hanke (23).
Wielokrotnie decyzje Klinsmanna i styl prowadzenia kadry były przedmiotem krytyki niemieckich dziennikarzy. Prasa zarzucała mu, że nie mieszka na stałe w Niemczech, tylko w Kalifornii, że szefem banku reprezentacji jest Szwajcar, a za przygotowanie fizyczne odpowiada Amerykanin. Kontrowersje wywołał jego pomysł, aby funkcję dyrektora sportowego powierzyć Bernhardowi Petersowi, byłemu selekcjonerowi reprezentacji w hokeju na trawie (ostatecznie ta funkcja przypadła Matthiasowi Sammerowi) oraz kilka decyzji kadrowych, jak dyscyplinarne wyrzucenie z kadry Christiana Wörnsa, czy ogłoszenie, że pierwszym bramkarzem na Mundialu 2006 będzie nie Oliver Kahn, ale Jens Lehmann. Z inicjatywy Klinsmanna doszło także do zmiany koloru koszulek reprezentacji.
W czasie mistrzostw świata większość niemieckich kibiców i dziennikarzy chwaliła selekcjonera, szczególnie za wprowadzenie ofensywnego, efektownego stylu gry. Niemcy, którzy byli głównymi faworytami do zwycięstwa w turnieju, w półfinale ulegli po dogrywce przyszłym triumfatorom Włochom, a potem w meczu o trzecie miejsce pokonali Portugalczyków. 12 lipca 2006 roku, kilka dni po zdobyciu brązowego medalu, Klinsmann wbrew opinii publicznej podał się do dymisji. Od lipca 2008 do 27 kwietnia 2009 był trenerem Bayernu Monachium. 29 lipca 2011 został trenerem reprezentacji Stanów Zjednoczonych.
2012–2013 przeprowadził USA po udanych kwalifikacjach do Mistrzostw Świata w Brazylii. Na samym turnieju doprowadził reprezentację USA do 1/8 finału. W grupie jego drużyna zajęła 2. miejsce pokonując Ghanę 2:1, remisując z Portugalią 2:2 i przegrywając z Niemcami 0:1. Stany Zjednoczone przegrały w 1/8 finału z Belgią wynikiem 1:2.
Klinsmann zaskoczył wszystkich decyzją o braku powołania na Mistrzostwa Świata w Brazylii dla największej gwiazdy Stanów Zjednoczonych Landona Donovana.
27 listopada 2019 roku został ogłoszony nowym trenerem Herthy BSC. 11 lutego 2020 zrezygnował z funkcji trenera Herthy.
W 2023 roku został trenerem reprezentacji Korei Południowej.

### Statystyki
Aktualne na 21 listopada 2023.
| Zespół            | Od                | Do                | Statystyka | Statystyka | Statystyka | Statystyka | Statystyka |
| Zespół            | Od                | Do                | M          | W          | R          | P          | % W        |
| ----------------- | ----------------- | ----------------- | ---------- | ---------- | ---------- | ---------- | ---------- |
| Niemcy            | 26 lipca 2004     | 11 lipca 2006     | 34         | 20         | 8          | 6          | 58,82      |
| Bayern Monachium  | 1 lipca 2008      | 27 kwietnia 2009  | 44         | 25         | 9          | 10         | 56,82      |
| Stany Zjednoczone | 29 lipca 2011     | 21 listopada 2016 | 98         | 55         | 16         | 27         | 56,12      |
| Hertha BSC        | 27 listopada 2019 | 11 lutego 2020    | 10         | 3          | 3          | 4          | 30,00      |
| Korea Południowa  | 27 lutego 2023    | Obecnie           | 10         | 5          | 3          | 2          | 50,00      |
| Łącznie           | Łącznie           | Łącznie           | 196        | 108        | 39         | 49         | 55,10      |

## Sukcesy szkoleniowe
- trzecie miejsce w rozgrywkach o Puchar Konfederacji 2005 oraz trzecie miejsce w Mistrzostwach Świata 2006 z reprezentacją Niemiec
- pierwsze miejsce w rozgrywkach o Złoty Puchar CONCACAF w 2013 roku